# Ліно Вентура
Лі́но Венту́ра (фр. Lino Ventura, 14 липня 1919, Парма — 22 жовтня 1987, Сен-Клу) — французький актор італійського походження.
Здобув популярність, знімаючись у французьких фільмах. Найпопулярніші фільми — «Шукачі пригод», «Зануда» і «Знедолені».

## Біографія

### Ранні роки
Анжоліно Джузеппе Паскуале Вентура народився на півночі Італії у Пармі, він був єдиним сином Джованні Вентури і Луїзи Борріні. У 1927 році йому було вісім років, коли він покинув Італію разом зі своєю матір'ю, щоб приєднатися до батька, який кілька років тому вирушив працювати торговим представником в Париж. Але прибувши в Монтрей (Сена-Сен-Дені)|Монтрей 7 червня 1927 року, мати і син не знайшли Джованні. Батько зник. Згодом, Ліно рідко згадував зниклого батька. Ліно і його мати влаштувалися в будинку друзів за адресою вулиця Роменвіль, 57, Монтрей, в самому серці італійської громади, інтеграція в яку проходила не без проблем. Потім вони поселилися на вулиці Папійон, 9-ий округ Парижа, де Луїза влаштувалася покоївкою в готель «Baudin».
Щоб допомогти своїй матері, він залишив школу і почав працювати у віці дев'яти років. Він працював швейцаром, слюсарем, торговим представником і клерком.
Ліно Вентура розмовляв французькою без будь-якого акценту, провівши більшу частину свого життя у Франції. Італійською він розмовляв з відчутним пармським акцентом. Незважаючи на своє походження, Вентура став невід'ємною частиною французької кінематографічної спадщини. У 2005 році потрапив на 23-тє місце в рейтинзі 100 великих французів всіх часів.

### Борцівська кар'єра
Друзі Ліно з площі Монталон відкрили для нього спорт. У віці 16 років він зустрів Фреда Оберландера, австрійського чемпіона з греко-римської боротьби, що жив в готелі «Baudin».
У 1942 році він одружився з подругою дитинства Одетою Леконт, у подружжя було четверо дітей: Мілен (1946), Лоуренс (1950), Лінда (1958) і Клелія (1961).
В той же час професійно займався боксом і боротьбою. У 1950 році Ліно став чемпіоном Європи в середній вазі з греко-римської боротьби, проте, отримавши серйозну травму правої ноги під час боротьби з Анрі Коганом (який також був актором), він вимушений був перервати спортивну кар'єру.

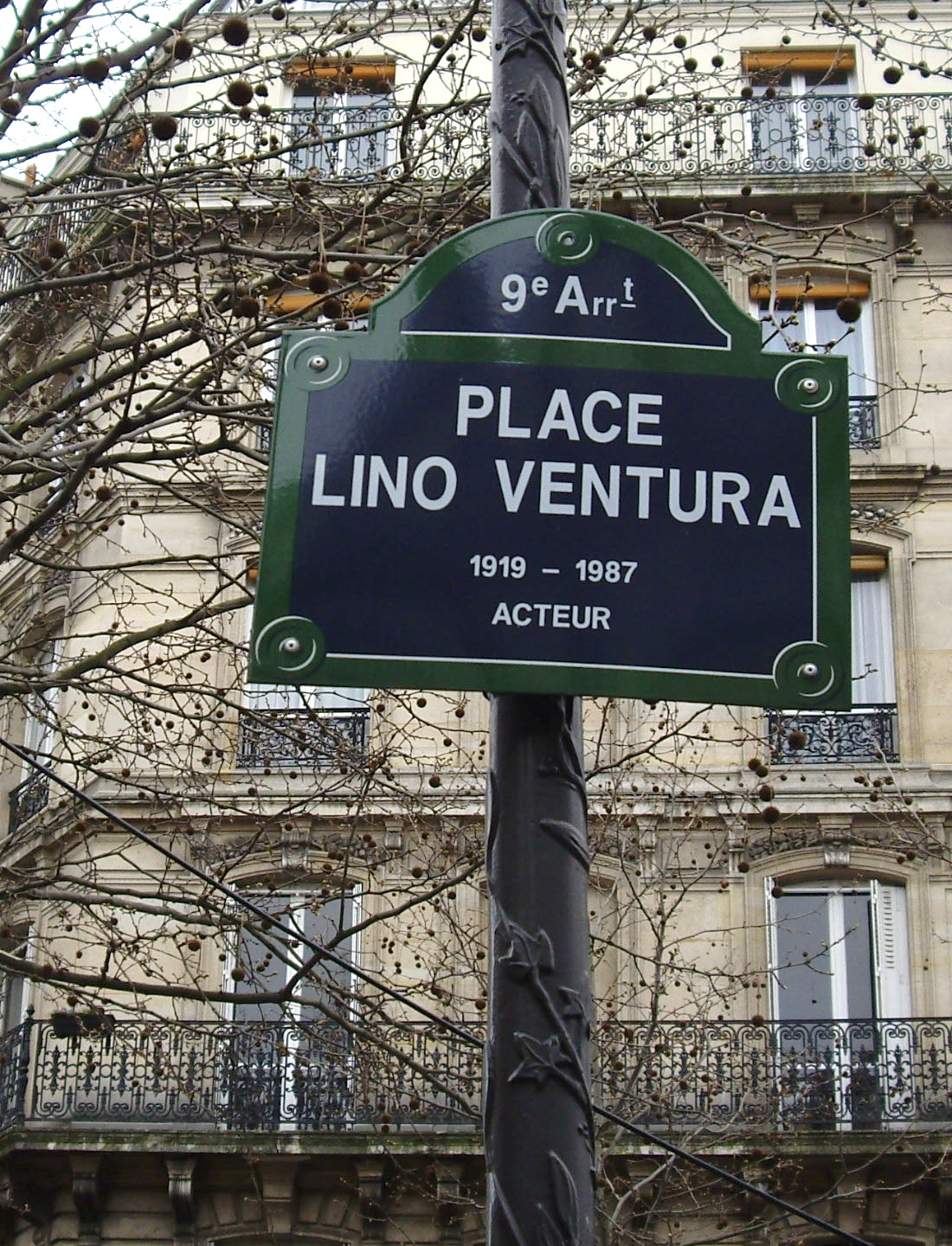
Площа Ліно Вентури у Парижі

У 1953-у дебютував у кіно, знявшись в гангстерському фільмі «Не чіпай здобич» Жака Беккера. C цього моменту почалася акторська кар'єра Ліно Вентури. Переважно, він знімався в гангстерських фільмах, нерідко разом зі своїм другом Жаном Габеном. Серед найзнаменитіших ролей Вентури — роль корумпованого поліціянта Тайгера Брауна у фільмі «Тригрошова опера» за п'єсою Бертольда Брехта (1962) і мафіозі Віто Дженовезе у фільмі «Папери Валачі» (1972). Незважаючи на італійське походження, фільм «Сто днів у Палермо» (італ. Cento Giorni a Palermo) став єдиним, в якому Вентура зіграв роль рідною мовою.
Не дивлячись на те, що велику частину життя провів у Франції і італійською говорив з французьким акцентом, французького громадянства так і не отримав.
У 1966 році Ліно Вентура заснував доброчинний фонд допомоги інвалідам «Пролісок» (англ. Snowdrop).
Актор помер від серцевого нападу у 1987 році у віці 68 років.
У Парижі на його честь названо площу на перетині вулиці Мартір і Авеню Трюден.

## Обрана фільмографія
| Рік  |  | Назва українською               |  | Оригінальна назва                  |  | Роль                                                             |
| ---- |  | ------------------------------- |  | ---------------------------------- |  | ---------------------------------------------------------------- |
| 1954 |  | Не чіпай здобич                 |  | Touchez pas au grisbi              |  | Анджело                                                          |
| 1956 |  | Закон вулиць                    |  | La Loi des rues                    |  | Маріо                                                            |
| 1956 |  | Злочин і кара                   |  | Crime et Châtiment                 |  | власник трактиру                                                 |
| 1957 |  | Ліфт на ешафот                  |  | Ascenseur pour l'échafaud          |  | комісар Шер'є                                                    |
| 1957 |  | Монпарнас, 19                   |  | Montparnasse 19                    |  | Морель                                                           |
| 1958 |  | Привіт вам віл Горили           |  | Le Gorille vous salue              |  | Горила                                                           |
| 1959 |  | Вулиця Монмартр, 125            |  | 125, rue Montmartre                |  | Паскаль                                                          |
| 1959 |  | Свідок у місті                  |  | Un témoin dans la ville            |  | Анселін                                                          |
| 1959 |  | Дорога школярів                 |  | Le Chemin des écoliers             |  | Т'єрселен                                                        |
| 1960 |  | Зваж на всі ризики              |  | Classe tous risques                |  | Абель Давос, бандит                                              |
| 1960 |  | Таксі в Тобрук                  |  | Un taxi pour Tobrouk               |  | Тео Дюма                                                         |
| 1961 |  | Страшний суд                    |  | Il giudizio universale             |  | батько Джованні                                                  |
| 1962 |  | Тригрошова опера                |  | Die Dreigroschenoper               |  | Браун, шеф поліції                                               |
| 1962 |  | Диявол і десять заповідей       |  | Le Diable et les Dix Commandements |  | Гаріньї, сутенер (епізод «Не убий»)                              |
| 1964 |  | Сто тисяч доларів на сонці      |  | Cent mille dollars au soleil       |  | Ерве Марек                                                       |
| 1965 |  | Дати дуба                       |  | L'Arme à gauche                    |  | шкіпер Жак Курно                                                 |
| 1966 |  | Друге дихання                   |  | Le Deuxième Souffle                |  | Густав Менда, «Старий Гю», бандит                                |
| 1967 |  | Шукачі пригод                   |  | Les Aventuriers                    |  | Ролан                                                            |
| 1969 |  | Сицилійський клан               |  | Le Clan des Siciliens              |  | дивизійний комісар Ален Ле Гофф                                  |
| 1969 |  | Армія тіней                     |  | L’Armée des ombres                 |  | Філіп Жерб'є                                                     |
| 1970 |  | Останнє відоме місце проживання |  | Dernier domicile connu             |  | инспектор Марсо Леонетти                                         |
| 1971 |  | Фантазія серед худоби           |  | Fantasia chez les ploucs           |  | Сагамор Нунан                                                    |
| 1971 |  | Ромовий бульвар                 |  |                                    |  | капітан Корнеліус Вон Зелінга                                    |
| 1972 |  | Папери Валачі                   |  | Le Dossier Valachi                 |  | Віто Дженовезе                                                   |
| 1972 |  | Пригода — це пригода            |  | L'aventure c'est l'aventure        |  | Ліно Массаро                                                     |
| 1973 |  | С новим роком!                  |  | La Bonne Année                     |  | Сімон — приз найкращому актору Сан-Себастьянського кінофестивалю |
| 1973 |  | Зануда                          |  | L'Emmerdeur                        |  | Мілан                                                            |
| 1974 |  | Ляпас                           |  | La Gifle                           |  | Жан                                                              |
| 1975 |  | Прощавай, поліцейський          |  | Adieu poulet                       |  | комісар Вержа                                                    |
| 1976 |  | Ясновельможні трупи             |  | Cadaveri eccellenti                |  | детектив Рогас                                                   |
| 1978 |  | Дотик медузи                    |  | The Medusa Touch                   |  | інспектор Брюнель                                                |
| 1978 |  | Розгніваний                     |  | L'Homme en colère                  |  | Ромен Дюпре                                                      |
| 1978 |  | Метелик на плечі                |  | Un papillon sur l'épaule           |  | Ролан                                                            |
| 1980 |  | Недільні коханці                |  | Sunday Lovers                      |  | Франсуа Кероль                                                   |
| 1981 |  | Під попереднім слідством        |  | Garde à vue                        |  | інспектор Антуан Гальян                                          |
| 1981 |  | Шпигун, встань                  |  | Espion, lève-toi                   |  | Себастьен Гренье                                                 |
| 1981 |  | Інквізитор                      |  | Garde à vue                        |  | Антуан Гальєн                                                    |
| 1982 |  | Знедолені                       |  | Les Misérables                     |  | Жан Вальжан                                                      |
| 1984 |  | Сьома мішень                    |  | La 7ème cible                      |  | Бастьєн Грімальді                                                |
| 1984 |  | Сто днів у Палермо              |  | Cento giorni a Palermo             |  | Карло Делак'єза                                                  |